# العلاقات الصومالية التوفالية
العلاقات الصومالية التوفالية هي العلاقات الثنائية التي تجمع بين الصومال وتوفالو.

## مقارنة بين البلدين
هذه مقارنة عامة ومرجعية للدولتين:
| وجه المقارنة                                              | الصومال                        | توفالو                         |
| --------------------------------------------------------- | ------------------------------ | ------------------------------ |
| المساحة (كم2)                                             | 637.66 ألف                     | 26                             |
| عدد السكان (نسمة)                                         | 14.74 مليون                    | 11.19 ألف                      |
| الكثافة السكانية (ن./كم²)                                 | 23.12                          | 43.04 ألف                      |
| العاصمة                                                   | مقديشو                         | فونافوتي                       |
| اللغة الرسمية                                             | اللغة الصومالية، اللغة العربية | اللغة التوفالوية، لغة إنجليزية |
| العملة                                                    | شلن صومالي                     | دولار توفالو                   |
| الناتج المحلي الإجمالي (بليون دولار)                      | 7.37 مليار                     | 39.73 مليون                    |
| الناتج المحلي الإجمالي (تعادل القوة الشرائية) بليون دولار |                                | 38.93 مليون                    |
| الناتج المحلي الإجمالي الاسمي للفرد دولار أمريكي          | 549                            | 3.29 ألف                       |
| الناتج المحلي الإجمالي للفرد دولار أمريكي                 |                                | 3.77 ألف                       |
| مؤشر التنمية البشرية                                      |                                |                                |
| رمز المكالمات الدولي                                      | +252                           | +688                           |
| رمز الإنترنت                                              | .so                            | .tv                            |
| المنطقة الزمنية                                           | ت ع م+03:00                    | ت ع م+12:00                    |

## منظمات دولية مشتركة
يشترك البلدان في عضوية مجموعة من المنظمات الدولية، منها:
| علم المنظمة | اسم المنظمة                                 | تاريخ انضمام الصومال | تاريخ انضمام توفالو |
| ----------- | ------------------------------------------- | -------------------- | ------------------- |
|             | مؤسسة التنمية الدولية                       | 31 أغسطس 1962        | 24 يونيو 2010       |
|             | يونسكو                                      | 15 نوفمبر 1960       | 21 أكتوبر 1991      |
|             | الأمم المتحدة                               | 20 سبتمبر 1960       | 5 سبتمبر 2000       |
|             | مجموعة دول أفريقيا والكاريبي والمحيط الهادئ | ?                    | ?                   |
|             | الاتحاد البريدي العالمي                     | ?                    | ?                   |
|             | البنك الدولي للإنشاء والتعمير               | 31 أغسطس 1962        | 24 يونيو 2010       |
|             | الاتحاد الدولي للاتصالات                    | 28 سبتمبر 1962       | 15 أغسطس 1996       |
|             | منظمة حظر الأسلحة الكيميائية                | ?                    | ?                   |

## وصلات خارجية
- موقع وزارة الخارجية الصومالية